# オンワードホールディングス
株式会社オンワードホールディングスは、東京都中央区日本橋に本社を置くアパレル会社の持株会社である。オンワード樫山やウィゴー（WEGO）などの企業を傘下に持つ。
TSIホールディングス、ワールド、三陽商会と並んで、大手アパレルの一社。

## 沿革
- 1927年（昭和2年）10月 - 大阪にて樫山商店を創業[1]。
- 1942年（昭和17年）8月 - 商工省令による企業整備要項に基づき、既成服中央第七十四代行株式会社を設立。
- 1947年（昭和22年）
  - 3月 - 商号を樫山工業株式会社に変更。
  - 9月 - 衣料品配給規則の改正により樫山商事株式会社を設立、既製服卸販売業務を行う。樫山工業株式会社は、製造業務を行う。
- 1948年（昭和23年）11月 - 樫山商事株式会社は、商号を樫山株式会社に変更。
- 1949年（昭和24年）6月 - 樫山株式会社が、樫山工業株式会社を合併。
- 1951年（昭和26年）7月 - オンワード(ONWARD)を商標登録。

樫山純三（創業者）が三越（1914年入社）にいた当時、店入口で少年音楽隊が賛美歌を演奏していた。この際、樫山が賛美歌379番の『オンワード・クリスチャン・ソルジャーズ』が特に気に入り商標登録した。
- 1961年（昭和36年）10月 - 東京証券取引所、大阪証券取引所、名古屋証券取引所各第2部に上場。
- 1964年（昭和39年）7月 - 東京証券取引所、大阪証券取引所、名古屋証券取引所各第1部指定。
- 1966年（昭和41年）9月 - 東京へ本社移転。
- 1988年（昭和63年）9月 - 商号を株式会社オンワード樫山に変更。
- 2007年（平成19年）9月 - 持株会社化し、商号を株式会社オンワードホールディングスに変更。

## 関連企業
- オンワード樫山
- オンワードコーポレートデザイン
  - 旧オンワード商事
  - 旧オーク株式会社
  - 株式会社オンワードコーポレートデザイン（英: Onward Corporate Design Co., Ltd.）は、日本の東京都千代田区に本社を置く、オンワードホールディングス傘下の企業である。主に法人向けのユニフォーム、セールスプロモーショングッズ、空間デザイン、ブランディング支援などを手がけるBtoBソリューション企業である。2023年9月、オンワード商事株式会社と株式会社オンワードクリエイティブセンターの合併により現社名となった。
- オンワード牧場
- オンワードグローバルファッション
  - 2014年設立。ジル・サンダー、ミッソーニ、ロシャス、モロー・パリ、ソニア・リキエル、オリヴィエ・ティスケンス 、ヴィア・バス・ストップなどの製造や販売、展開していたが[3]、現在は売却、撤退などにより、展開は全て終了している[4][5][6] [7] [8][9][10] [11]。
- ダイドーリミテッド
- チャコット
- J.プレス
- ジボ・コー - 1989年買収[12]
  - マイケル・コース、ヴィクター&ロルフ、ポール・スミスの製造や販売。
- イリス 
  - クロエ、マーク・ジェイコブス、ジョン・ガリアーノ、ヴィクター&ロルフなどの靴の製造や販売。
- クリエイティブ・ヨーコ
- ウィゴー

など

### かつての関連企業
- インパクト二十一
  - ポロ ラルフ・ローレン ジャパン設立により消滅。